# 約克郡西瑞丁
约克郡西瑞丁（英語：West Riding of Yorkshire）是联合王国英格兰約克郡的三个历史分区之一。1889年至1974年間，该分區是一个行政縣，英文名为“County of York, West Riding”。当时的郡治包括約克，因此被命名为“约克郡西瑞丁及约克市郡”。1974年，英格兰地方政府进行改革，该区不再用于行政目的。